# حفص بن غياث
حفص بن غياث بن طلق بن معاوية بن مالك بن الحارث بن ثعلبة بن عامر بن ربيعة بن عامر بن جشم بن وهبيل بن سعد بن مالك بن النخع. محدث، وقاضي الكوفة، وولي القضاء ببغداد أيضًا. مولده سنة سبع عشرة ومائة.

## روايته للحديث النبوي
- سمع من: عاصم الأحول، وسليمان التيمي، ويحيى بن سعيد، وهشام بن عروة، ويزيد بن أبي عبيد، والعلاء بن المسيب، والأعمش، ومحمد بن زيد بن المهاجر، وابن جريج، وأبي إسحاق الشيباني، وأبي مالك الأشجعي، وحبيب بن أبي عمرة، وبريد بن عبد الله بن أبي بردة، وعبيد الله بن عمر، وليث بن أبي سليم، وهشام بن حسان، والعلاء بن خالد، وجده طلق، والحسن بن عبيد الله النخعي، وخلق سواهم.
- وروى عنه: يحيى بن سعيد القطان رفيقه، وابن مهدي، وابن عمه طلق بن غنام، وابنه عمر بن حفص، ويحيى بن يحيى، وأحمد، وإسحاق، ويحيى، وعلي، وابنا أبي شيبة، وأحمد الدورقي، وسفيان بن وكيع، وسلم بن جنادة، وسهل بن زنجلة، وصدقة بن الفضل، وأبو سعيد الأشج، وعلي بن خشرم، وعمرو الناقد، وابن نمير، وهارون بن إسحاق، وهناد، وأبو كريب، وأبو هشام الرفاعي، وأمم سواهم، آخرهم أحمد بن عبد الجبار العطاردي.

## آراء العلماء فيه
- قال عبد الخالق بن منصور: سئل يحيى: أيهما أحفظ: ابن إدريس أو حفص؟ فقال: ابن إدريس كان حافظا، وكان حفص صاحب حديث، له معرفة. قيل: فابن فضيل؟ قال: كان ابن إدريس أحفظ.
- وقال العجلي: ثقة مأمون فقيه كان وكيع ربما يسأل عن الشيء، فيقول: اذهبوا إلى قاضينا، فاسألوه وكان شيخا عفيفا مسلما.
- وقال يعقوب بن شيبة: حفص ثقة ثبت إذا حدث من كتابه، ويتقى بعض حفظه.
- وروي عن يحيى القطان قال: حفص أوثق أصحاب الأعمش.
- وقال محمد بن عبد الله بن نمير: حفص أعلم بالحديث من ابن إدريس.
- أبو حاتم، عن أحمد بن أبي الحواري، قال: حدثت وكيعا بحديث، فعجب، فقال: من جاء به؟ قلت: حفص بن غياث، قال: إذا جاء به أبو عمر، فأي شيء نقول نحن؟.
- وقال أبو زرعة: ساء حفظه بعدما استقضي، فمن كتب عنه من كتابه، فهو صالح.
- وقال أبو حاتم: هو أتقن وأحفظ من أبي خالد الأحمر.
- محمد بن عبد الرحيم صاعقة، عن ابن المديني قال: كان يحيى يقول: حفص ثبت، قلت : إنه يهم؟ فقال: كتابه صحيح.
- قال يحيى: لم أر بالكوفة مثل هؤلاء الثلاثة: حزام، وحفص، وابن أبي زائدة، كان هؤلاء أصحاب حديث. قال علي: فلما أخرج حفص كتبه، كان كما قال يحيى، إذا فيها أخبار وألفاظ.
- عباس، عن يحيى، قال: حفص أثبت من عبد الواحد بن زياد، وأثبت من ابن إدريس.
- وقال النسائي وغيره: ثقة.
- وقال ابن معين: جميع ما حدث به حفص ببغداد والكوفة إنما هو من حفظه، ولم يخرج كتابا، كتبوا عنه ثلاثة آلاف حديث أو أربعة آلاف من حفظه.
- وقال أبو داود: كان عبد الرحمن بن مهدي لا يقدم بعد الكبار من أصحاب الأعمش غير حفص بن غياث، وكان عيسى بن شاذان يقدم حفصا، وبعض الحفاظ قدم أبا معاوية.
- وقال داود بن رشيد: حفص كثير الغلط.
- وقال ابن عمار: كان حفص لا يرد على أحد حرفا، يقول: لو كان قلبك فيه ، لفهمته. وكان عسرا في الحديث جدا، لقد استفهمه إنسان حرفا في الحديث، فقال: والله لا سمعتها مني، وأنا أعرفك. وقلت له: ما لكم! حديثكم عن الأعمش إنما هو عن فلان عن فلان، ليس فيه: حدثنا ولا سمعت؟ قال: فقال: حدثنا الأعمش قال: سمعت أبا عمار عن حذيفة يقول: ليأتين أقوام يقرءون القرآن، يقيمونه إقامة القدح، لا يدعون منه ألفا ولا واوا، ولا يجاوز إيمانهم حناجرهم. قال: وذكر حديثا آخر مثله، قال: وكان عامة حديث الأعمش عند حفص على الخبر والسماع.
- قال ابن عمار: وكان بشر الحافي إذا جاء إلى حفص بن غياث، وإلى أبي معاوية، اعتزل ناحية ولا يسمع منهما، فقلت له؟ فقال: حفص هو قاض، وأبو معاوية مرجئ يدعو إليه، وليس بيني وبينهم عمل.
- قال إبراهيم بن مهدي: سمعت حفص بن غياث، وهو قاض بالشرقية يقول لرجل يسأل عن مسائل القضاء: لعلك تريد أن تكون قاضيا؟ لأن يدخل الرجل أصبعه في عينه، فيقتلعها، فيرمي بها، خير له من أن يكون قاضيا.
- قال أبو بكر بن أبي شيبة: سمعت حفص بن غياث يقول: والله ما وليت القضاء حتى حلت لي الميتة.
- قال سجادة كان يقال: ختم القضاء بحفص بن غياث.
- وأما سلم بن جنادة، فقال: مات سنة خمس وتسعين.
- وقال محمد بن المثنى وأبو حفص الفلاس: مات سنة ست وتسعين . والصحيح الأول.
- قال أحمد بن كامل: ولى الرشيد قضاء الشرقية ببغداد حفصا ، ثم نقله إلى قضاء الكوفة.
- قال أبو جعفر الجمال: آخر القضاة بالكوفة حفص بن غياث، يعني الأكابر.
- وقال يحيى بن معين وغيره: ثقة.